# گاگیک کاراپتیان
گاگیک رافیکی کاراپتیان (ارمنی: Գագիկ Ռաֆիկի Կարապետյան؛ زادهٔ ۲ دسامبر ۱۹۵۷) شاعر، فیزیوتراپیست و استاد دانشگاه اهل ارمنستان است.

## زندگی‌نامه
در ۲ دسامبر ۱۹۵۷ در لنیناکان به دنیا آمد . وی عضو فرهنگستان علوم فنی پزشکی فدراسیون روسیه می‌باشد. وی همچنین برنده مدال چیژفسکی این فرهنگستان شده‌است.